# Roy Ward Baker
Roy Ward Baker (n. 19 decembrie 1916, Londra, Regatul Unit al Marii Britanii și Irlandei – d. 5 octombrie 2010, Londra, Anglia, Regatul Unit), născut ca Roy Horace Baker, a fost un regizor de film englez, menționat ca Roy Baker mult timp din cariera sa. Este cel mai notabil pentru A Night to Remember (1958) pentru care a câștigat Globul de Aur pentru cel mai bun film străin în limba engleză în 1959. La sfârșitul carierei sale a regizat numeroase filme de groază și emisiuni de televiziune.  

## Filmografie parțială
Ca regizor
- The October Man (1947)
- The Weaker Sex (1948)
- Paper Orchid (1949)
- Morning Departure (1950)
- Don't Bother to Knock (1952)
- Inferno (1953)
- Jacqueline (1956)
- Tiger in the Smoke (1956)
- The One That Got Away (1957)
- A Night to Remember (1958)
- The Singer Not the Song (1961)
- Two Left Feet (1963)
- Quatermass and the Pit (1967)
- The Anniversary (1968)
- 1968 Sfântul contra „Spada” (The Saint and the Fiction Makers)
- Moon Zero Two (1969)
- Scars of Dracula (1970)
- The Vampire Lovers (1970)
- Foreign Exchange (1970, TV film)
- Dr. Jekyll and Sister Hyde (1971)
- Asylum (1972)
- The Vault of Horror (1973)
- The Legend of the 7 Golden Vampires (1974)

## Legături externe
- Roy Ward Baker  la Screenonline (British Film Institute)
- Roy Ward Baker la Internet Movie Database
- Roy Ward Baker la BFI Film & TV Database
- Obituary in The Guardian